# Мілявський Леонід Ізраїлович
Мілявський Леонід Ізраїлович - Борець за незалежність України у XX сторіччі, заслужений журналіст України. Член Київської організації Української  Гельсінської Спілки, член Ветеранського об’єднання Українська Гельсінська Спілка, член Всеукраїнського товариства політв’язнів та репресованих.

## Біографія
Народився 13 жовтня 1951 року в Києві, в родині вчителя.
1974-го року закінчив факультет іспанської мови Київського педагогічного інституту іноземних мов. 1974-1975рр. працював учителем іспанської мови в Київській середній школі №204. 1975-1976рр. служив у лавах радянської армії, у Вінницькій області. 1976-1981рр. був перекладачем з німецької мови в Українському науково-дослідному інституті науково-технічної інформації (Київ).
1979 разом з друзями взяв участь у створенні самвидавного альманаху «ХЛАМ» (Художньо-літературний альманах молоді), в якому були опубліковані позацензурні літературні твори, есеї тощо.
1980 разом з Ларисою Лохвицькою, Інною Чернявською, Сергієм Набокою та ін. заснував незалежний Київський демократичний клуб (КДК) у рамках якого відбувалися філософсько-релігійні, літературні семінари, точилися дискусії з політичних, ідеологічних питань, читання та обговорення «сам»-  і «тамвидаву», зокрема, емігрантського журналу «Континент» (Париж), творів заборонених в СРСР «антирадянських» авторів О.Солженіцина,  А.Сахарова, М.Восленського, М.Руденка, В.Чорновола, В.Мороза та ін. 
У липні 1980 разом з однодумцями склав текст заклику підтримати  бойкот «Олімпіади-80» в СРСР через радянську окупацію Афганістану. У тому ж році КДК виклав Маніфест, в якому, зокрема, містився програмний пункт «дезінтеграції радянської імперії».
Пізно ввечері 11.01.1981, напередодні Дня українського політв’язня, разом з Л.Лохвицькою, І.Чернявською, С.Набокою та його дружиною Н.Пархоменко Мілявський був заарештований поблизу станції метро «Большевик» під час розклеювання летючок, де висловлювалась солідарність з українськими політв’язнями. «Співвітчизники! 12 січня громадськість всього світу відзначає День українського політв’язня. Піднімемо свої голоси на захист тих, хто страждає в радянських тюрмах і таборах за свободу і незалежність нашої Батьківщини».
Усі були звинувачені за ст. 187 прим КК УРСР «Поширення завідомо неправдивих  вигадок, що паплюжать радянський державний і суспільний лад». Н Пархоменко, яка мала малу дитину, була звільнена.
Слідство вів старший слідчий прокуратури м. Києва  В.Б. Танцюра. 29.06.1981 Л.Мілявський був засуджений Київським міським судом (прокурор Абраменко Л. М. суддя Майбоженко В.Н.). За часів незалежності прокурор Абраменко оприлюднив декілька книг про політичні репресії в Україні, промовчавши, однак, про свою в них активну участь.
З 1981 по 1984 рр. відбував 3-річний термін ув’язнення у таборах загального режиму ЮЗ-17/7 Херсонської обл., а також у ВТК Миколаївської і Донецької обл. Восени 1981 став свідком повстання  в’язнів ЮЗ-17/7 проти сваволі наглядачів. Після придушення повстання кільканадцять його активних учасників отримало додаткові терміни, проте «безпредєл» ущух. Мілявський був запроторений на 10 діб у ШІЗО за «невиконання норми виробітку», втім, справжньою причиною була, очевидно, вказівка кадебістів (які тоді навідалися у табір) припинити його спілкування з іншим політв’язнем – Едуардом Крицьким. Після цього обох перевели в інші табори.
Звільнений у 1984 році не міг знайти роботу за фахом, працював малярем.
У 1987 році став одним із членів-засновників Українського культурологічного клубу, певний час очолював у ньому філософську секцію. 04.10.1987 виступив на зборах Клубу з доповіддю «Білі плями Української історії», в якій особливу увагу було приділено темі  голодомору в Україні 1932-1933 рр. Доповідь отримала широкий суспільний резонанс і спричинила шалене цькування УКК на сторінках офіційної радянської преси (початок якому поклала стаття О.Швеця у газеті «Вечірній Київ» за 19.10.1987 під назвою «Театр тіней»).
У січні 1989 р. Л.Мілявський разом з Є.Чернишовим, А.Битченком, В.Галиновським, А.Киреєвим. П.Зуєвим, В.Головачем, П.Основенком та іншими створили Українську народно-демократичну лігу (УНДЛ). Це була перша і єдина на той час політична група, що у своїх документах відкрито агітувала за державну незалежність України. Влітку 1989 УНДЛ проводила публічне голодування під ВР УРСР з вимогою офіційно визнати українську державну символіку. Пізніше УНДЛ увійшла колективним членом до Української Гельсінської спілки (УГС).
У грудні 1989 Мілявський отримав 5 діб арешту за участь у «несанкціонованій демонстрації».
У 1989 стає співредактором газети «Голос Відродження» - першої легальної незалежної газети в Україні. Тоді ж починає працювати політичним оглядачем української редакції Радіо Свобода. Наприкінці 1989 разом С.Набокою та С.Рябошапкою засновує першу в Україні незалежну інформаційну агенцію «Республіка» (УНІАР). Редактор «Новин УНІАР» на телеканалі ЮТАР, автор низки інформаційно-аналітичних програм «Десятка», що виходили в ефір на цьому каналі.
З 1989 по 1991 співпрацює з московським правозахисним виданням «Экспресс-Хроника». Друкується в газетах «Свобода» (Нью-Йорк), «Українське Слово» (Париж), «Культура» (Париж).
З 1996 – ведучий циклу політичних програм «Політпрогноз» на «РадіоРОКС-Україна».
2003-2013рр.  – головний редактор загальнонаціонального телевізійного політичного ток-шоу «Я так думаю» (з 2011 виходить під назвою «РесПубліка») на телеканалах «1+1» та «5 канал».
Живе в Києві, на пенсії, не полишає громадської діяльності. У шлюбі з Лохвицькою Ларисою.